# Alberto Moller Bordeu
Alberto Moller Bordeu (Concepción, 4 de marzo de 1887 - Santiago, 20 de febrero de 1950) fue un agricultor y político chileno, miembro del Partido Radical (PR). Se desempeñó como diputado y senador de la República durante las décadas de 1920, 1930, 1940 y 1950.

## Familia y estudios
Nació en la ciudad chilena de Concepción el 4 de marzo de 1887, hijo de Alberto Moller Zerrano y Noemí Bordeu Olivares. 
Sus hermanos Fernando, Víctor y Manuel Moller Bordeu, también militantes radicales, se desempeñaron de igual manera como políticos. Realizó sus estudios primarios en el Liceo de Concepción y los secundarios en el Instituto Técnico Comercial de la misma ciudad. Se dedicó a la agricultura y explotó su hacienda "Vaquería" en la localidad de Coigue, provincia de Biobío.

## Carrera política
Militó en el Partido Radical (PR), siendo uno de los fundadores de la Asamblea Radical de Nacimiento. Entre otras actividades públicas, también fue regidor de la comuna de Negrete.
En las elecciones parlamentarias de 1925, fue elegido como diputado por la Decimonovena Circunscripción Departamental (correspondiente a los departamentos de La Laja, Nacimiento y Mulchén), por el periodo legislativo 1926-1930. Durante su gestión integró la Comisión Permanente de Agricultura y Colonización. También, fue miembro de la Comisión Mixta Especial de Colonias Agrícolas; y de la de Arancel Aduanero, ambas en 1927.
Tras un receso, en las elecciones parlamentarias de 1932, volvió a ser elegido como diputado por la misma Circunscripción, por el periodo 1933-1937. En esa oportunidad integró la Comisión Permanente de Trabajo y Legislación Social y la Comisión Permanente de Industrias.
En las elecciones parlamentarias de 1937, fue elegido como senador por la Séptima Agrupación Provincial (correspondiente a las provincias de Ñuble, Concepción y Arauco), por el período 1937-1945. En esta ocasión integró la Comisión Permanente de Relaciones Exteriores y Comercio y la de Obras Públicas y Vías de Comunicación, de la que fue su presidente. Paralelamente, fue delegado de su partido, en las convenciones de Viña del Mar, Santiago y la Convención Extraordinaria de Santiago, en 1937.
En las elecciones parlamentarias de 1945, obtuvo la reelección senatorial por la misma Agrupación Provincial, por el periodo 1945-1953; continuó en la Comisión Permanente de Obras Públicas y Vías de Comunicación. Fue simultáneamente, consejero de la Junta Central de Beneficencia, entre 1946 y 1947. Durante el ejercicio de su labor parlamentaria, presentó mociones que más tarde se convirtieron en ley de la República, entre las cuales se destacaron: la ley n° 5.722, de «empréstito y contratación para la Municipalidad de Mulchén y Collipulli», y la ley n° 8.442, de «fondos para la Universidad de Concepción».
Entre otras actividades, fue miembro del Consorcio Agrícola del Sur, y socio y director de la Sociedad Nacional de Agricultura (SNA). De la misma manera, fue miembro del Club Hípico de Concepción; socio del Club Concepción y del Club Radical de Concepción, del Club de La Unión; del Club Radical de Santiago, y del Club Social de Los Ángeles y de Angol.
Falleció en Santiago de Chile el 20 de febrero de 1950, a los 62 años, en pleno ejercicio de su cargo senatorial, siendo reemplazado por el exdiputado radical Fernando Blas Maira Castellón.